# Pieter Timmers
Pieter Timmers (* 21. Januar 1988 in Neerpelt) ist ein ehemaliger belgischer Schwimmer.
Timmers nahm 2012 erstmals an Olympischen Spielen teil. In London erreichte er über 100 m Freistil und 4 × 200 m Freistil das Halbfinale, mit der Staffel über 4 × 100 m Freistil wurde er Achter. Im November desselben Jahres war er Teilnehmer der Kurzbahn-EM in Chartres. Dort gewann er über 200 m Freistil Silber und über 4 × 50 m Freistil Bronze. Auch im darauffolgenden Jahr errang er mit der 4 × 50-m-Freistilstaffel Bronze. 2014 sicherte er sich gemeinsam mit der belgischen Staffel über 4 × 200 m Freistil Bronze bei den Schwimmeuropameisterschaften in Berlin. Im Jahr 2015 folgten erneut zwei Silbermedaillen bei den Kurzbahneuropameisterschaften in Netanja über 100 m bzw. 200 m Freistil. Bei den Europameisterschaften 2016 gewann er mit Staffeln jeweils eine Silber- und Bronzemedaille. Einige Monate später sicherte er sich bei den Olympischen Spielen in Rio de Janeiro Silber über 100 m Freistil, mit den Staffeln über 4 × 100 m Freistil bzw. 4 × 200 m Freistil wurde er Sechster bzw. Achter. 2017 gewann er nochmals Silber über 100 m Freistil bei den Kurzbahneuropameisterschaften in Kopenhagen. Drei Jahre später beendete der Belgier seine Karriere. Während seiner aktiven Laufbahn brach er diverse belgische Rekorde.